# Saint-Nicolas-du-Pélem
 Saint-Nicolas-du-Pélem  (en bretón Sant-Nikolaz-ar-Pelem) es una población y comuna francesa, situada en la región de Bretaña, departamento de Côtes-d'Armor, en el distrito de Guingamp y cantón de Saint-Nicolas-du-Pélem.

## Demografía
| 2191 | 2102 | 2106 | 2023 | 1922 | 1843 | 1786 | 1709 | 1592 |
| Para los censos de 1962 a 1999 la población legal corresponde a la población sin duplicidades (Fuente: INSEE [Consultar]) |      |      |      |      |      |      |      |      |